# Claudia Sessa
Claudia Sessa (1570 circa – Milano, tra il 1613 e il 1619) è stata una cantante, compositrice e monaca cristiana italiana.

## Biografia
Claudia Sessa, detta la Monaca dell'Annunciata, nacque a Milano intorno al 1570 da famiglia aristocratica, i Sessa di Daverio. Suora delle Canoniche di S. Maria Annunciata a Milano, fu rinomata come abilissima cantante, strumentista e musicista, nonché monaca virtuosa, come si legge ne Il supplimento della nobiltà di Milano di Girolamo Borsieri.
Di lei si conoscono due composizioni sacre: Vattene pur, lasciva orechia humana e Occhi io vissi di voi (per soprano e basso continuo) incluse nell'antologia del 1613 Canoro pianto di Maria Vergine, una raccolta di madrigali «a una voce da cantar nel chitarone o altri instromenti simili» composti da vari autori su poesie di argomento spirituale. La Sessa è l'unica donna compositrice del libro.
Sempre secondo il Borsieri, morì probabilmente giovane, nel fiore delle capacità creative.

## Il ritratto tracciato da Girolamo Borsieri
Gran parte delle notizie pervenute sulla Sessa provengono dalla suddetta opera di Borsieri, nella quale si legge:
(Girolamo Borsieri)